# Estación de Albacete-Los Llanos

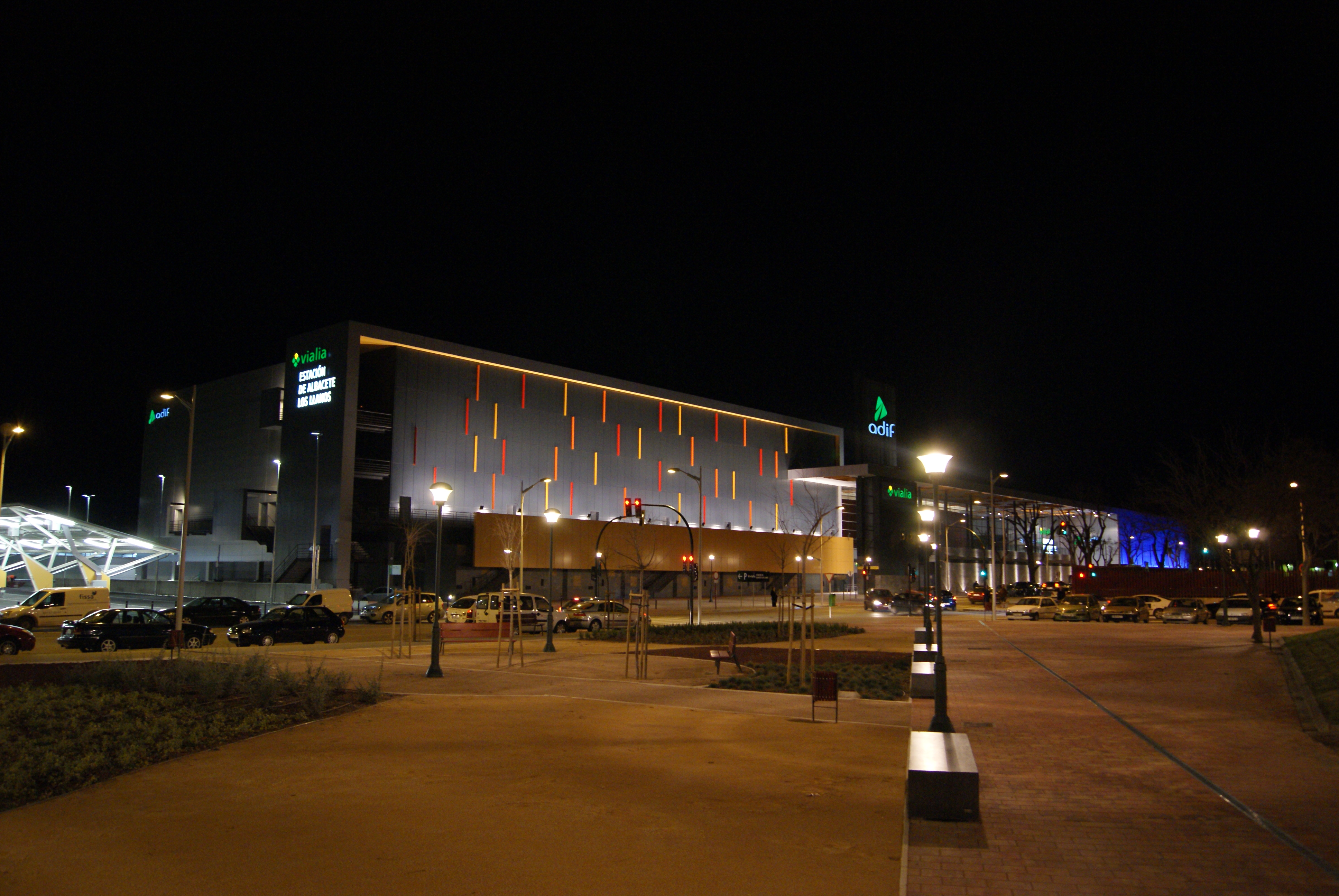
Fachada de la estación desde un parque cercano

Albacete-Los Llanos es el principal complejo ferroviario de la ciudad española de Albacete en la comunidad autónoma de Castilla-La Mancha. Cuenta con amplios servicios de alta velocidad, larga y media distancia operados por Renfe.
Es la mayor estación de ferrocarril de Castilla-La Mancha, ubicada en la calle Federico García Lorca, al final de la avenida homónima, en el este de la capital. Su interior alberga el Centro Comercial Vialia.
Además, el complejo alberga el Centro de Regulación y Control (CRC) de alta velocidad del país que regula el tráfico ferroviario de la línea Madrid-Castilla-La Mancha-Comunidad Valenciana-Región de Murcia.

## Situación ferroviaria

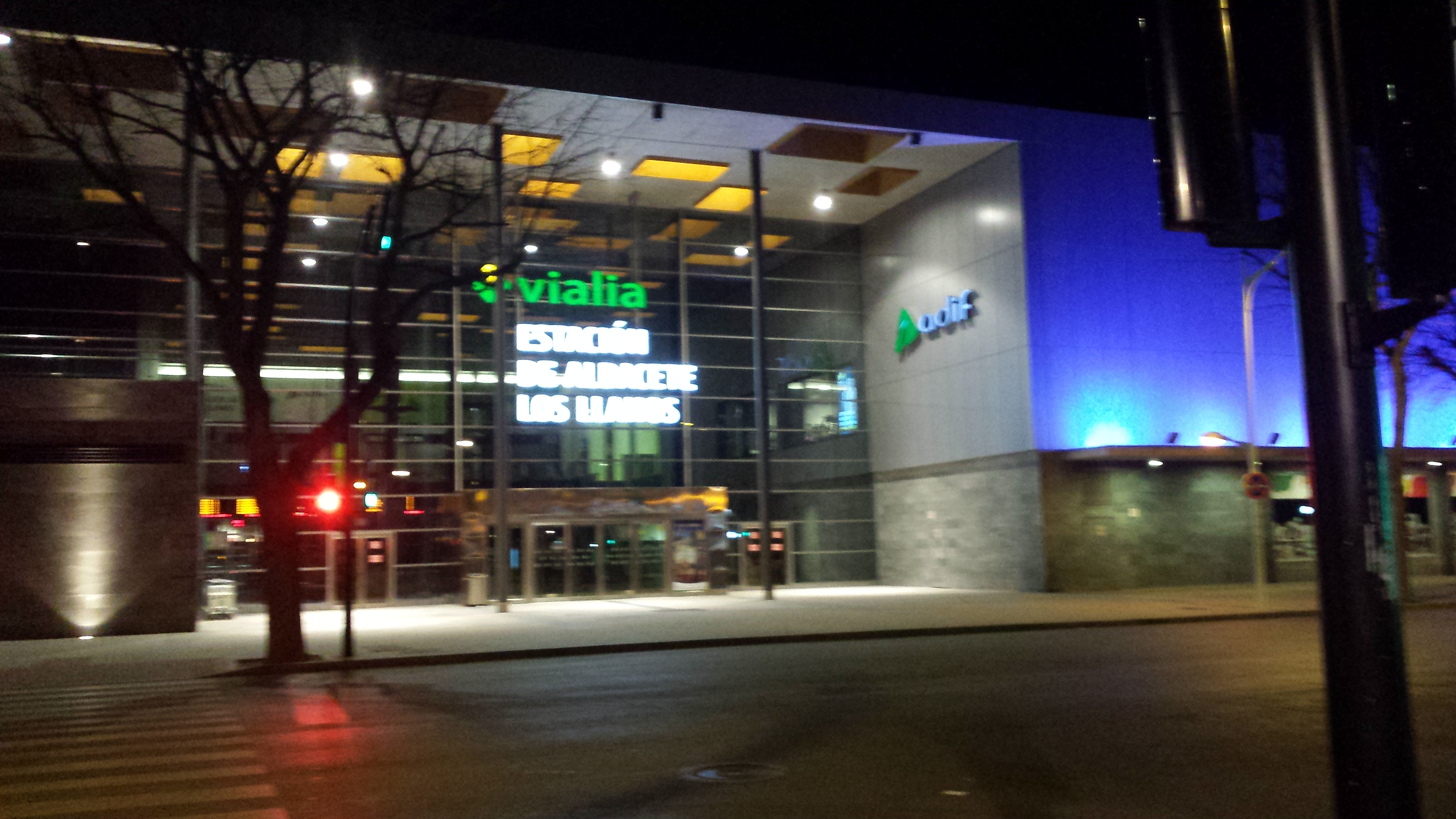
Vista nocturna de la estación

La estación comparte su situación ferroviaria con el trazado clásico de ancho ibérico entre Madrid y Valencia por Albacete, trazado alternativo al ferrocarril Aranjuez-Valencia vía Cuenca, y con el trazado de alta velocidad de la Línea de alta velocidad Madrid-Levante, pk. 321,7.

## Historia

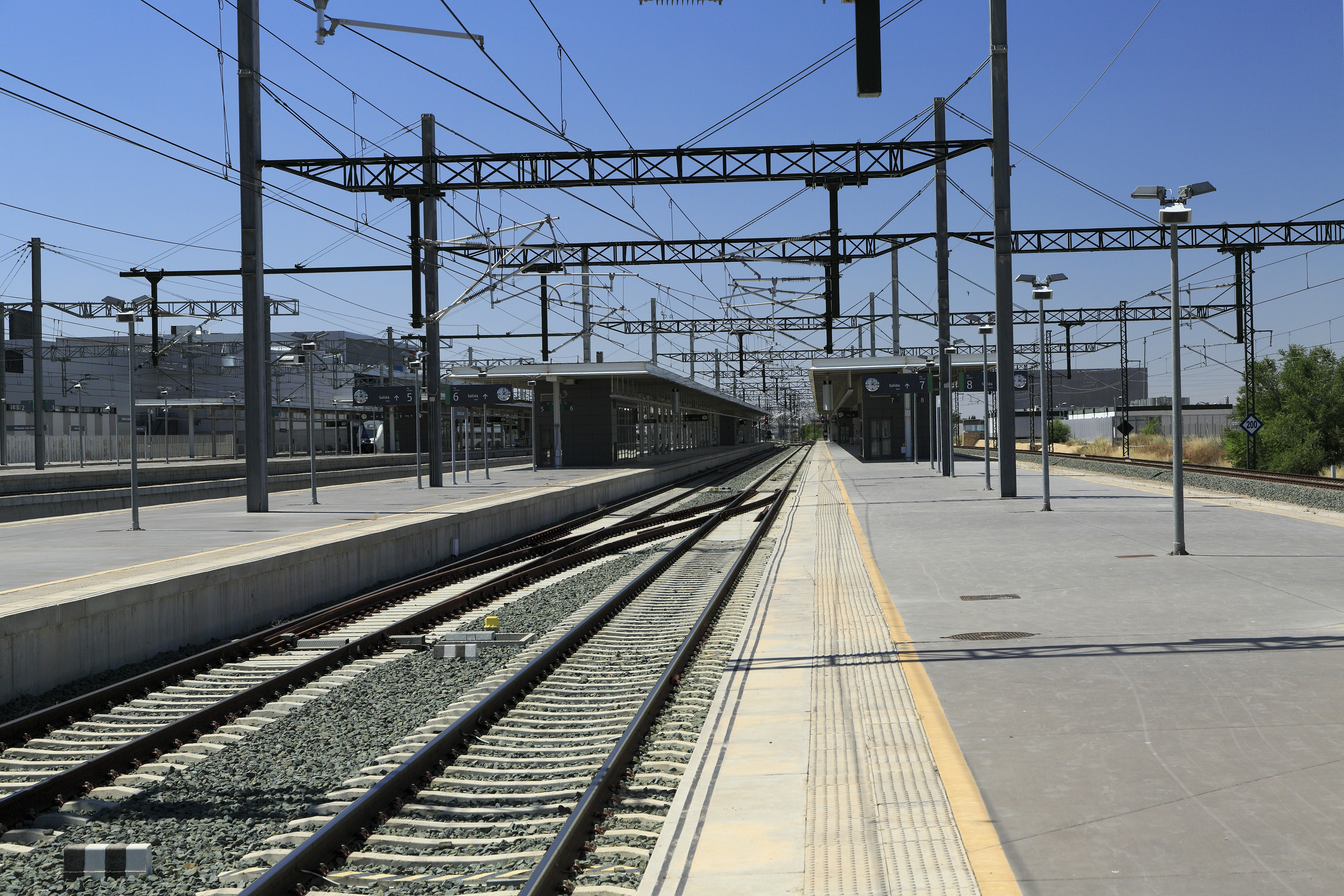
Plataformas del complejo ferroviario

El ferrocarril llegó a Albacete el 18 de marzo de 1855 con la apertura del tramo Alcázar de San Juan-Albacete de la línea férrea entre Madrid y Almansa que prolongaba el trazado original entre Madrid y Aranjuez y que tenía por objetivo final llegar a Alicante. Fue construida por parte de la Compañía del Camino de Hierro de Madrid a Aranjuez que tenía a José de Salamanca como su principal impulsor. El 1 de julio de 1856 José de Salamanca, que se había unido con la familia Rothschild y con la compañía du Chemin de Fer du Grand Central obtuvieron la concesión de la línea Madrid-Zaragoza que unida a la concesión entre Madrid y Alicante daría lugar al nacimiento de la Compañía de los Ferrocarriles de Madrid a Zaragoza y Alicante o MZA. Nació así la primera estación de Albacete, un edificio que aunque no era provisional se quedó pronto pequeño y tuvo que ser sustituido por una segunda estación de mayor capacidad. Aunque no consta con certeza su fecha de apertura, se sabe que fue anterior a 1880.
En 1967 se levantó la nueva Estación de Albacete, a escasos 750 metros del anterior muy en el estilo de la arquitectura racionalista imperante en la España de la posguerra y que nada tenía que ver con los cánones clásicos seguidos en el anterior edificio. Federico Silva Muñoz, ministro de Obras Públicas fue el encargado de inaugurarla el 26 de noviembre. Esta infraestructura fue derribada en el año 2009 mientras se construía la actual. Un mosaico interior, que estaba en el vestíbulo justo por encima de las taquillas fue lo único que se salvó.
En noviembre de 2006 Nefsa (Nuevas Estaciones Ferroviarias S.A.) inició la construcción de la estación de Albacete-Los Llanos, que fue abierta al público en diciembre de 2010 junto a la línea de alta velocidad Madrid-Levante con un coste de 48 millones de euros.

## La estación

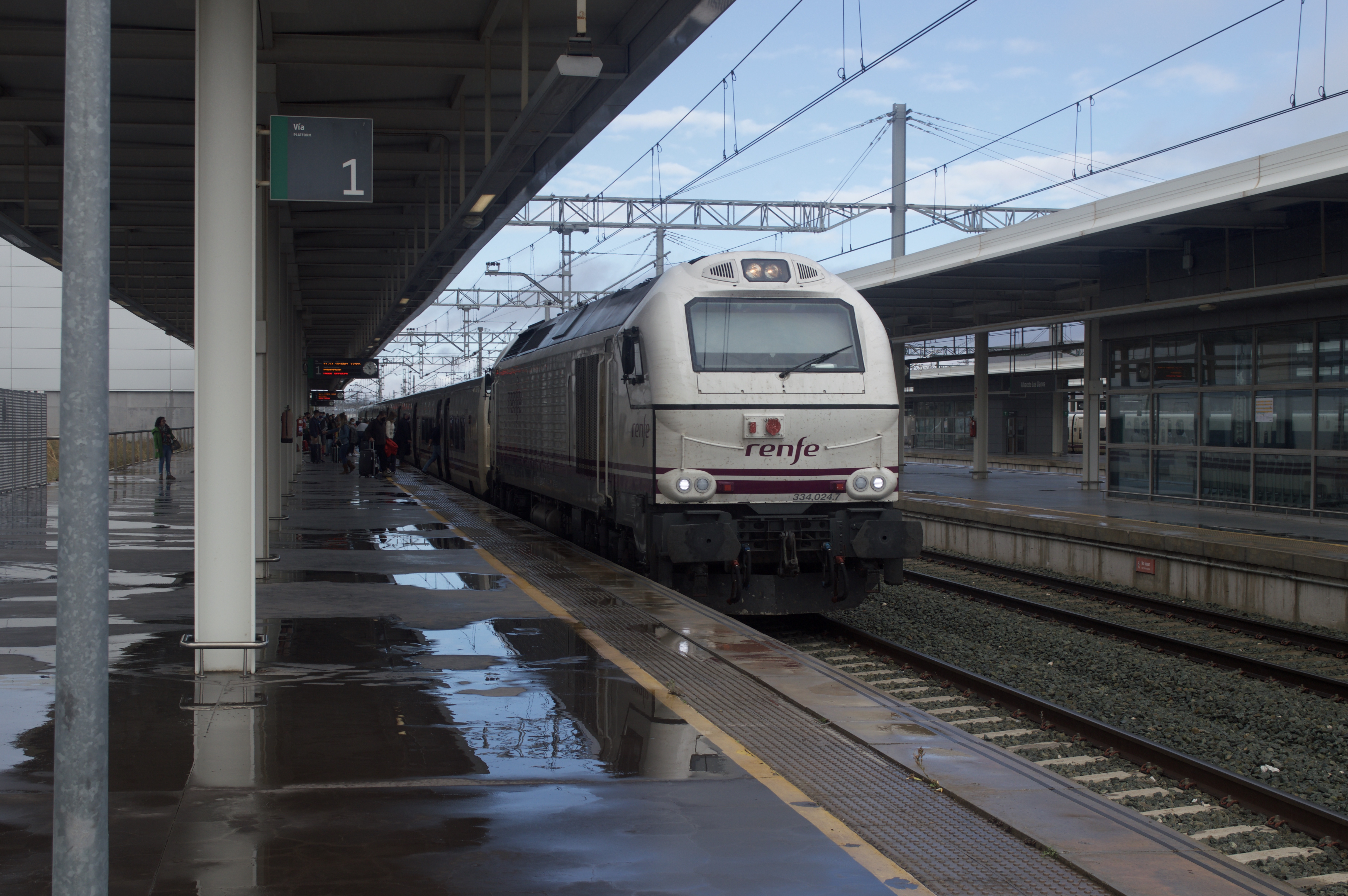
Tren en la vía 1 de la estación

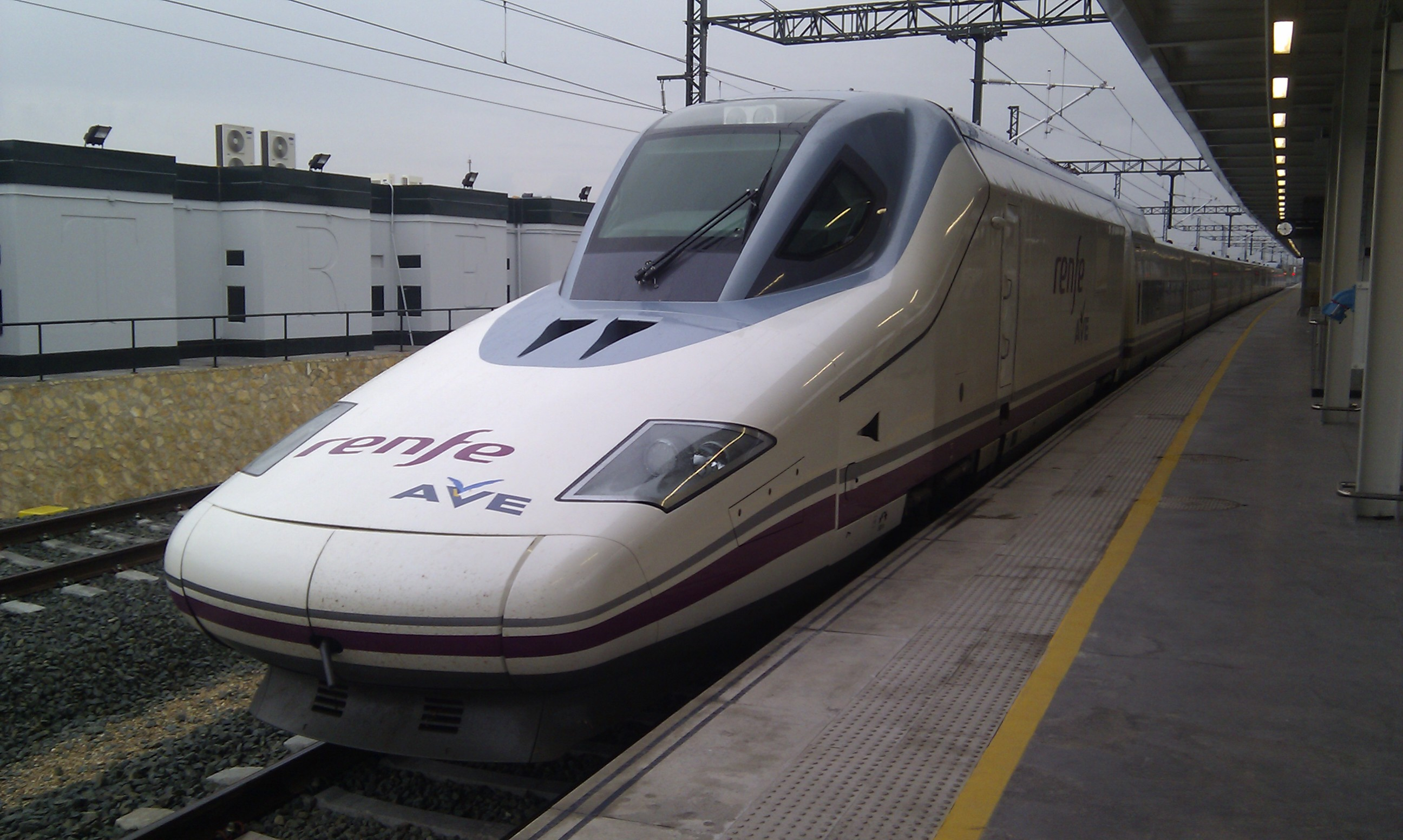
AVE en andén 8

La Estación está situada al noreste de la ciudad, muy cerca de la Estación de autobuses de Albacete. El edificio de viajeros es una estructura moderna formada por tres bloques y techo en rasante. Abarca una superficie total de 21 000 metros cuadrados donde destaca la zona de atención al cliente y venta de billetes (545 metros cuadrados) y la zona de embarque (casi 1000 metros cuadrados). En su interior conserva el mosaico que adornaba la anterior estación de Albacete construida en 1967.
Cuenta con nueve vías, 6 de ancho UIC y 3 de ancho ibérico accesibles a través de cuatro andenes (uno lateral y tres centrales) de 410 metros de longitud cubiertos con marquesinas. Ascensores y pasos inferiores facilitan la movilidad por el recinto. En el exterior se han habilitado varias zonas de aparcamiento con una capacidad total de 563 plazas. Junto a este aparcamiento subterráneo existe otro al aire libre de un centenar de plazas que se ha cubierto usando paneles solares capaces de producir 163 460 kWh anuales.

## Centro Comercial Vialia

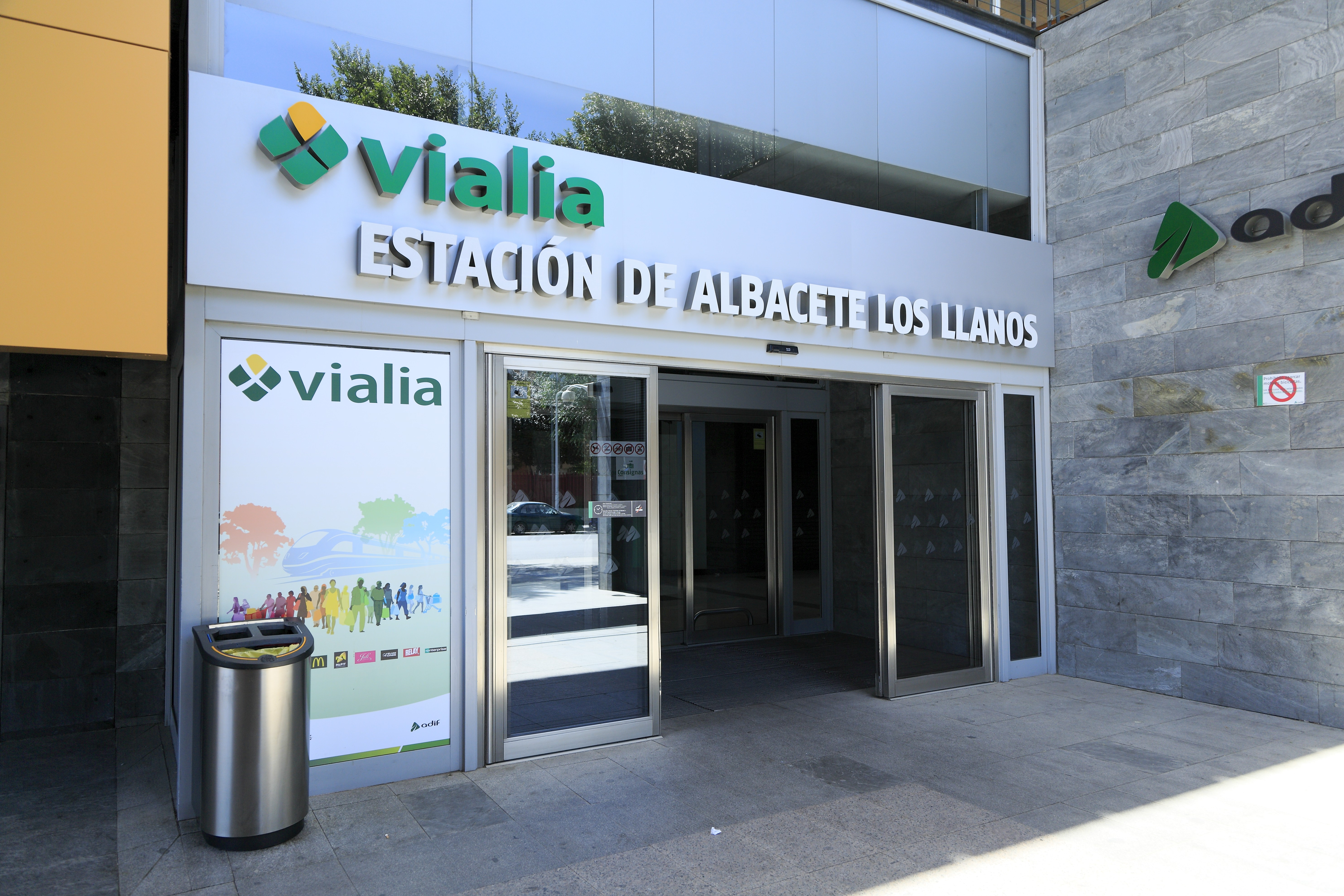
Entrada secundaria de la estación al centro comercial Vialia

Además de sus funciones ferroviarias, Albacete-Los Llanos forma parte de las grandes estaciones de la red Vialia de Adif, lo que implica que una parte importante del recinto se usa con fines comerciales, albergando un centro comercial en su interior, el Centro Comercial Vialia, que abarca dos plantas.
En la planta baja se pueden encontrar cafeterías, varias tiendas de juguetes, librerías, agencias de viajes, tiendas de telefonía móvil, cajeros automáticos o empresas de alquiler de coches. En la primera planta están las dependencias dedicadas al ocio como multicines Yelmo Cines, recreativos, gimnasio McFit y cafeterías o restaurantes, algunos de los cuales de comida rápida, como McDonald's.

## Centro de Regulación y Control de Alta Velocidad

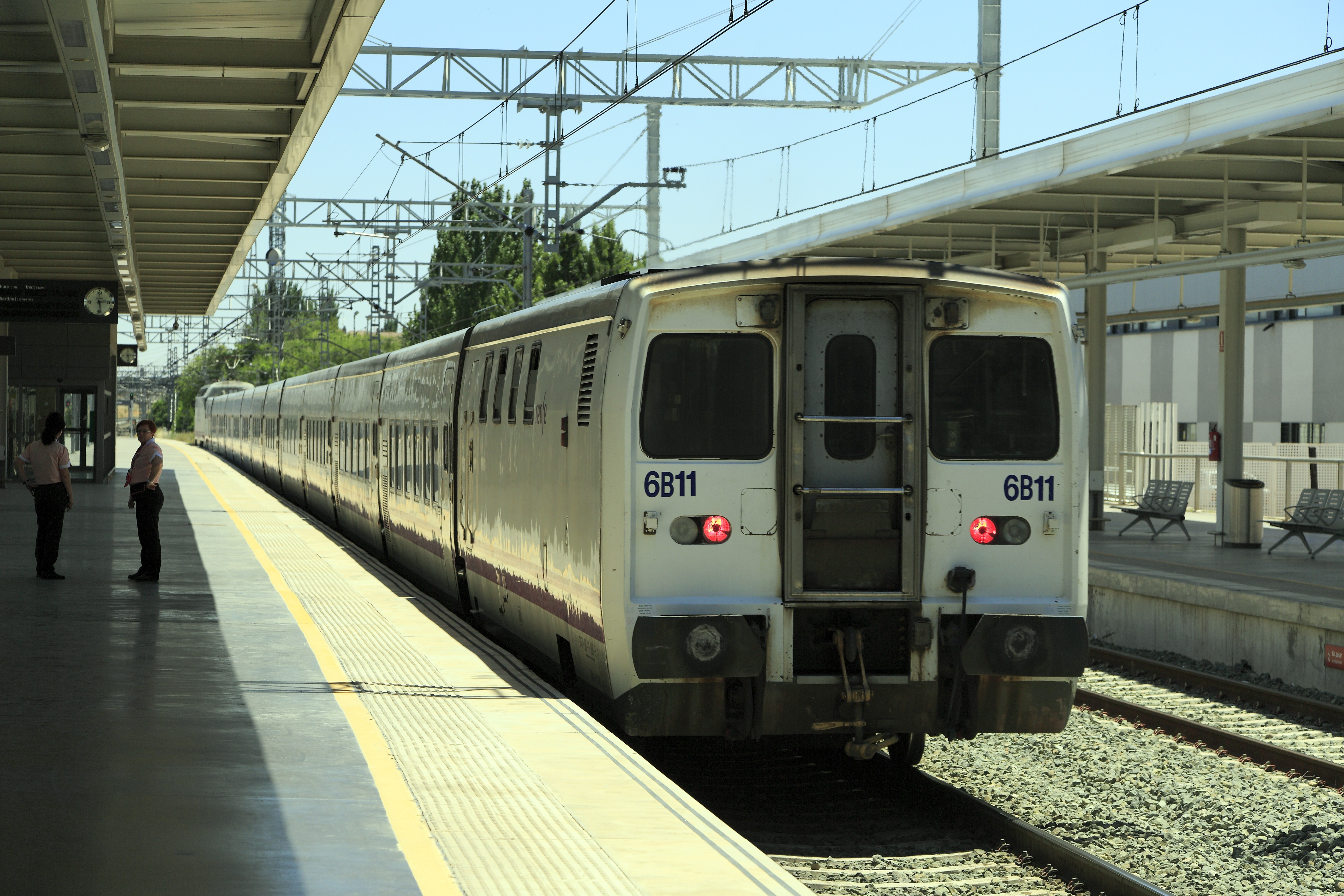
Talgo con destino a Barcelona

La estación alberga uno de los cinco Centros de Regulación y Control de Alta Velocidad de España (CRC), que regula el tráfico ferroviario de toda la Línea de Alta Velocidad Madrid-Castilla-La Mancha-Comunidad Valenciana-Región de Murcia (955 km).

## Albacete Mercancías
Albacete Mercancías es una estación de mercancías de dirección este situada en la ciudad de Albacete. La estación cuenta con un edificio de oficinas y dos playas de maniobras de más de 10 000 m². Está formada por 13 vías.

## Servicios ferroviarios

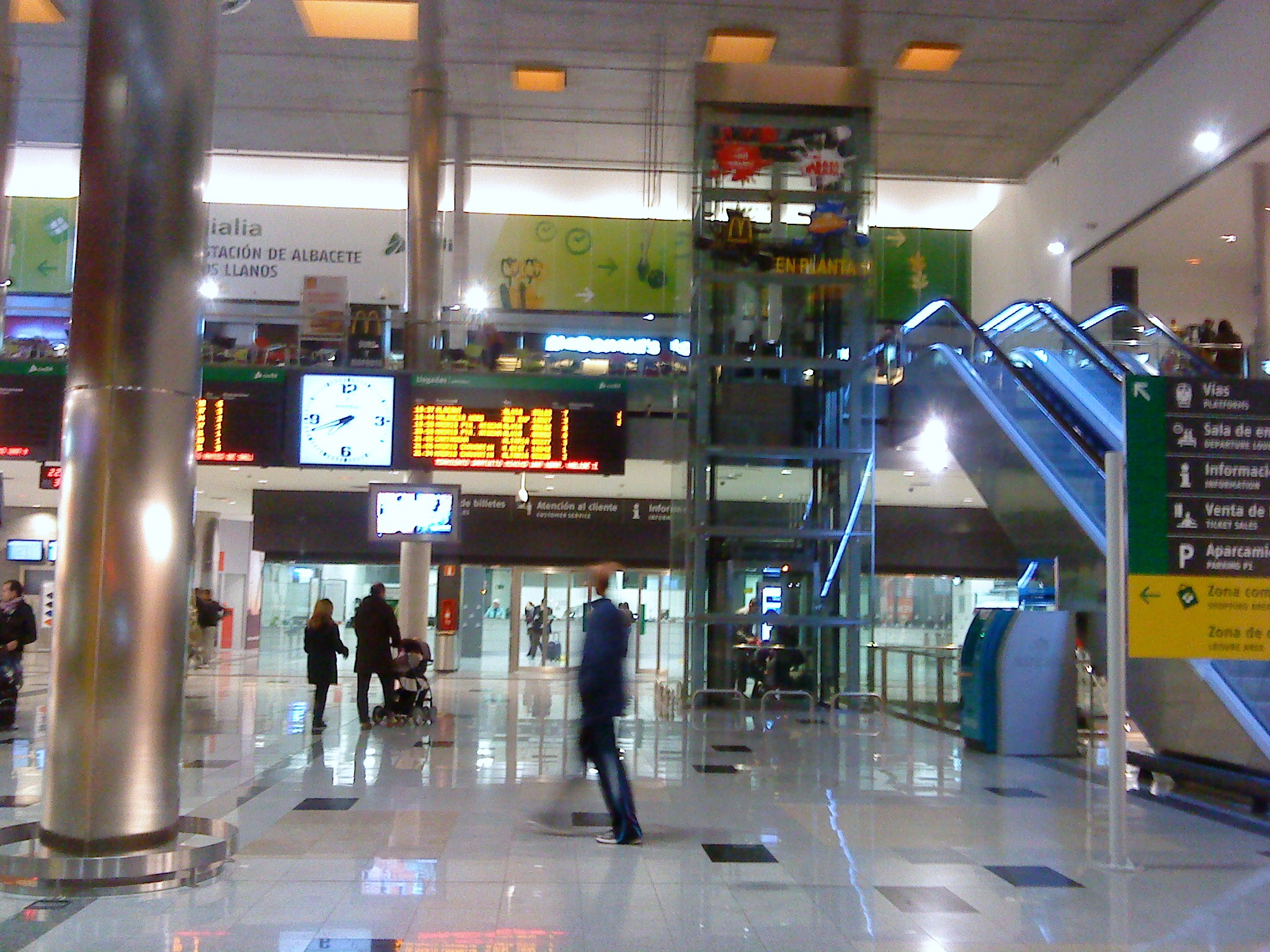
Vista parcial del hall de entrada de la estación desde su puerta principal con el acceso a la segunda planta. En frente, la zona de taquillas.

### Alta Velocidad
La estación cuenta con servicios de alta velocidad gracias a los AVE Madrid-Cuenca-Albacete-Villena-Alicante-Murcia. También cuenta con servicios Ouigo e Iryo, ya que es estación intermedia de sus rutas Madrid-Alicante-Murcia.

### Larga Distancia
Albacete-Los Llanos dispone de amplias conexiones de largo recorrido que se presentan tanto con trenes Alvia que pueden usar parcialmente los trazados de alta velocidad existentes, como con trenes Intercity. Estos últimos se usan frecuentemente en época de gran afluencia de viajeros como refuerzo de otros servicios. Madrid, Galicia, Asturias, Cantabria, o el Levante y Cataluña son los destinos más habituales.

### Media Distancia
Los trenes de Media Distancia de Renfe con parada en la estación tienen como principales destinos Madrid, Ciudad Real, Valencia y Alicante.